# Así soy yo (canción de RBD)
«Así soy yo» es una canción perteneciente al grupo pop mexicano RBD. Corresponde a la quinta pista de su disco Nuestro Amor, lanzado al mercado el año 2005.
Es posible encontrar una versión en vivo de esta tema en el disco Live in Hollywood, el que fue lanzado a la venta el año 2006 y en disco Live in Río, lanzado en 2007.
- Datos: Q5710205